# Pomnik Mozarta w Burggarten
Pomnik Mozarta w Burggarten – neobarokowy pomnik w Wiedniu, w ogrodzie Burggarten, poświęcony austriackiemu kompozytorowi Wolfgangowi Amadeusowi Mozartowi.
Autorem dzieła jest Viktor Tilgner. Pomnik powstał w roku 1896 i przedstawia wiedeńskiego klasyka jako wysoko, nad tablicą, stojącą postać. Front odnosi się do opery Don Giovanni, natomiast z tyłu znajduje się wizerunek nawiązujący do czasów cudownego dziecka koncertującego wraz z ojcem oraz swoją starszą siostrą – Nannerl.